# Islam v Španiji
Islam je religija, ki se je širila po Iberskem polotoku od 8. stoletja, z Omajadsko osvojitvijo, do prepovedi s strani Kastiljske krone v sredini 16. stoletja in izgona Mavrov leta 1609. Zato je imel islam ključno vlogo v kulturi (umetnosti, arhitekturi, jeziku), znanostih in zgodovini Al-Andalusa ter pri številnih družbeno-kulturnih vprašanjih tistega, kar se je na koncu razvilo v Španijo.
Trenutno muslimanska populacija v Španiji predstavlja približno 5% celotne populacije, z več kot 2,4 milijona ljudi. Število se je v zadnjih letih povečalo in pričakuje se, da se bo ta trend nadaljeval.
Poleg tega ima približno 45% muslimanov v državi špansko državljanstvo, medtem ko je 55% priseljencev, večinoma iz Maroka (36%) in drugih držav (19%).
Poleg tega je španska država islam leta 1989 priznala kot religijo z znano tradicijo in leta 1992 so bili podpisani sporazumi o sodelovanju med državo in Islamsko komisijo Španije, organom, ustanovljenim leta 1992 za zastopanje islamskih skupnosti na španskem ozemlju. 
Regionalne skupnosti z največjo muslimansko prisotnostjo so Katalonija, Andaluzija, Madrid in Valencijska skupnost. Številke se lahko razlikujejo glede na vir in metodologijo, ki se uporablja za izračun.

## Zgodovina

### Al-Andalus

#### Omajadska osvojitev Iberskega polotoka
Imenuje se Omajadska doba na Iberskem polotoku in natančneje arabska osvojitev Hispanije, kompleksnemu političnemu in vojaškemu procesu, ki je v 8. stoletju pojasnil oblikovanje in utrjevanje Kordobskega emirata, kot tudi nastanek glavnih srednjeveških krščanskih kraljestev na polotoku.
Osvojitev vizigotskega kraljestva s strani Omajadskega kalifata je bil razmeroma hiter proces, saj je v samo petnajstih letih prišlo do zasedbe velikega dela današnjega ozemlja na polotoku; od leta 711 do 725, čeprav je bilo ozemlje na polotoku kraljestva popolnoma zasedeno leta 720, deset let po začetku osvajanja. Ta osvojitev, poleg tega, da je bila dolgotrajna, je zahtevala tudi nenehno vojaško okrepitev in dogovore z odporniškimi jedri.
Čeprav je celoten postopek trajal toliko časa, časovnica ni natančna glede let in datumov, ampak le približna, saj se viri med seboj razlikujejo, zgodovinarji pa se ne strinjajo. Izbrali smo datacijo, ki se lahko glede na zgodovinarja, ki ga izberemo, vedno za enoletno obdobje zamakne.
Poleg teh let osvajanja moramo dodati še prejšnja leta, ko so Arabci to načrtovali, izvidovali teren in očitno pripravljali prihodnja zavezništva. Dolžina tega procesa osvajanja Vizigotskega kraljestva je posledica več razlogov: pomanjkanja muslimanskih sil, ki so jih napadle, nenehnih bojev in uporov njihovih zaveznikov med Vizigoti, orografije ozemlja in močne osnove družbene poselitve prejšnjega Vizigotskega kraljestva.
Vendar pa je velika politična centralizacija kraljestva, negotovost, ki so jo povzročile skupine pobeglih sužnjev, osiromašenje kraljeve zakladnice (zlasti v času Witizovega vladanja) in izguba moči kralja pred plemiči, olajšala delovanje osvajalcev.
Toda najpomembnejši dejavnik je bila morda huda demografska kriza kraljestva, ki je v zadnjih petindvajsetih letih izgubilo več kot tretjino svojega prebivalstva. To se je zgodilo zaradi epidemij kuge in let suše in lakote v poznem 7. stoletju, zlasti med vladavino Ervigija; in se je ponovilo tudi z veliko strogostjo pod Witizo, predhodnikom Rodriga.
Poleg tega je obstajala pomembna politična razklanost med dvema velikima političnima in družinskima klanoma Gotov v boju za prestol, ki je več desetletij delil kraljestvo in povzročal stalne težave. Na eni strani je bil klan Wamba-Égica, ki mu je pripadal ali bil povezan z Witizo, na drugi strani pa klan Chindasvinto-Recesvinto, ki mu je pripadal Rodrigo. Ta položaj je razdelil aristokratsko-vojaško stanovsko skupino na dve vse bolj nezdružljivi frakciji; do te mere, da nekatera zgodovinopisje witizance šteje za podžigalce in celo izrecne ali oportunistične zaveznike osvajalcev.
Arabski osvajalci so imeli podporo tudi pri delu judovske populacije, ki je bila številčna v Betiki, v Narbonski Galiji in v celotni sredozemski kotlini. Bil je prisoten predvsem v urbanih središčih, med drugim v skupnostih Narbonne, Tarragona, Tortosa, Sagunto, Elche, Lucena, Elvira, Córdoba, Mérida, Zaragoza, Sevilla in prestolnice Toledo.
Pomoč, ki so jo Judje nudili osvajalcem, je bila posledica tega, da so bili ti, večinoma prisiljeni, a lažni spreobrnjenci, večkrat preganjani z vizigotsko zakonodajo (z nekaj izjemami, kot pod kraljema Witericom in Suintilo, in proti mnenju škofov, kot je sveti Isidor, ki jih je branil). In vedeli so, da se bo zaradi dogodkov v severni Afriki njihova situacija izboljšala, ko bodo od arabskih vladarjev prejeli enak status kot krščansko prebivalstvo.
Toda poleg etnično čistih Judov iz diaspore so v severni Afriki živeli Berberi, ki so se spreobrnili v judovstvo zaradi misijonarstva in mešanja ras, in mnogi od njih so podpirali Arabce pri osvajanju ter so se jim pridružili (kot so se številni krščanski Berberi) zaradi klientelnih vezi.
Končno so notranji dinastični spori med vizigotskimi plemiči glede nasledstva Witize še dodatno olajšali razvoj osvajanja.
Po ohranjenih virih naj bi muslimani osvojili polotok leta 711, ko je bila končana muslimanska vojaška osvojitev večjega dela severne Afrike, pri čemer so izkoristili arabizacijo Berberov, ki so jih nato vključili v vojsko za naslednjo osvojitev polotoka.
V tistem času je v vizigotskem kraljestvu Roderic (kasneje znan kot Rodrigo) bojevala proti sinu prejšnjega kralja Witize, Agile II., in s tem proti zakonitemu dediču. Rodrigo bi bil v tem trenutku verjetno dux Betike, medtem ko bi bil Agila, ki je bil povezan s prestolom, dux Tarraconense.
V pomladi leta 711 je izvidnica, ki jo je vodil Táriq Ibn Ziyad, guverner Tangerja, in je štela približno 9000 mož, brez vednosti Musa ibn Nusaira, arabskega guvernerja v Ifriqiyji, vdrla na Iberski polotok. Ta ekspedicija je prečkala ožino 27. aprila 711 in osvojila Algeciras, kjer je Tariq povečal število mož, od koder se je 19. julija 711 v bitki Guadalete, imenovani tako, ker se je tradicionalno nahajala ob reki Guadalete, čeprav jo najnovejše študije postavljajo na breg reke Guadarranque, spopadel z Donom Rodrigom. Leto pozneje, ko je izvedel za novico, je Musa prečkal ožino, da bi nadzoroval berberske in arabske osvojitve.
Leta 711 je padla Cordoba, prav tako območje preliva Gibraltar, okrožje Cordoba in pot do Toleda, z zaledjem Seville in Meride, od koder je lahko prišel nevarnost.
Kljub temu se je dogodek odvijal bolje, kot je Musa lahko pričakoval. Mesta Medina Sidonia, Carmona in Sevilla so jih sprejela skoraj brez boja, pravijo, da so se privrženci Rodriga umaknili in so prevladovali privrženci Witize ali vsaj nevtralni, toda verjetno so bili to hispanoromanski razžaljeni ljudje, ki so jih sprejeli kot civilizirano ljudstvo in na nek način kot način zamenjave vlade. Podporniki Rodriga so se zbrali v Méridi. Musa je osvojil mesto, ki je kljubovalo napadom sovražnikov. Potreboval je šestnajst mesecev, da je zavzel mesto, ki se je predalo 30. junija 713. Hkrati so bila osvojena tudi druga ozemlja, predvsem na jugovzhodu, kot je bilo kraljestvo Tudmir (Murcia, Alicante in druge pokrajine Andaluzije in Albacete), ki ga je upravljal vizigotski vojvoda Teodomiro, v tem primeru sin Musov, Abd al-Aziz.
V tem času so muslimani obvladovali Betiko, del Lusitanije, del Kartaginense in zahodno Tarraconense. Možno je, da je Musa med obleganjem Méride sklenil dogovore z gotskimi plemiči v mestih, ki so jim zagotavljali ohranjanje oblasti, premoženja in vere, v zameno za priznanje suverenosti kalifa. Goti, ki so podpisali pogodbe, so se zavezali, da bodo zvesti in iskreni do guvernerja Hispanije (ta naziv si je lastil Musa), da ne bodo spletkarili s sovražniki, da bodo plačevali letni davek za vsakega svojega krščanskega podanika; v zameno pa bodo spoštovali njihove posesti in svobodo podložnikov, ki jih ne bodo mogli nasilno spreobračati v svojo vero, niti uničevati njihovih cerkva. Ta sporazum se je razširil tudi na velika gospoda, ki so, čeprav niso imeli naziva grofa, dejansko vladali na obsežnih ozemljih, na katerih ni bilo nobenega pomembnega mesta, in na nekatere vojvode, vsem pa so morali predati lastnino velikih gospodov, ki so podpirali Rodriga. Dele kraljevine vizigotov, ki so bile zelo obsežne, bi podelili udeležencem odprav (tistim, ki so že bili v Hispaniji in tistim, ki bi prišli v prihodnosti), razen ene petine, ki bi pripadala kalifu.
Musa ni uvedel nobenih sprememb v davkih, ki so se še naprej pobirali na enak način kot do tedaj, vendar je njihov znesek prešel v roke arabskega valija Hispanije, ki je poslal petino zneska kalifu. Konvencije so izboljšale položaj plemstva, ki je poleg ohranjanja svojih posesti, zagotovo lahko izognilo nekaterim davkom. Menijo, da so se davki za preproste ljudi znižali, kar je povzročilo izboljšanje njihovega položaja, in protijudovska zakonodaja je izginila.
Po zagotovljeni kapitulaciji Méride se je Musa srečal s Tarakom v Talaveri, s katerim bi nato napredoval proti severu. V pomladi leta 714 so napredovali proti Zaragozi, od koder se je Tariq usmeril proti Sori in Palencii, da bi prodrl v Asturijo, kjer je dosegel Biskajski zaliv v Gijónu. Musa je zasedel Logroño, León in Astorga, začasno pa je določil meje osvajanja v dolini reke Ebro. V poletju leta 714 so bili poklicani od kalifa iz Damaska, medtem ko je Musov sin Abd-al-Aziz ostal v Sevilji, prvi prestolnici Al-Andalusa, kot wali. Pod njegovim vodstvom je bila dokončana osvojitev vzhodne regije in utrjene posesti Évora, Santarém in Coímbra.
Leta 717 je bil Abd al-Aziz ibn Musa umorjen, kar je odprlo obdobje hude nestabilnosti v Al-Andaluzu, ki se je raztezalo štirideset let. Istega leta se je prestolnica preselila v Cordobo in med letoma 719 in 719 so se predali Pamplona, Huesca in Barcelona, kar je prisililo odpore hispanogote, da so se zatekli v Pireneje ali v gorovje Kantabrijskega gorovja ali pa so se izselili v območje Narbone. Čeprav je Narbona padla leta 720, muslimani niso uspeli prodreti v merovinško frankovsko kraljestvo skozi Akvitanijo, Provanso, Burgundijo ali Gaskonjo, in čeprav so muslimanske ekspedicije še naprej potekale, so bile dokončno ustavljene leta 732 v Vouilléju (Francija) v bitki pri Poitiersu.
Nenehni notranji konflikti v Al Andaluziji so prav tako omogočili utrjevanje uporniškega gibanja na obali Biskajskega zaliva, ki se je pojavilo po zmagi Don Pelaya v bitki pri Covadongi leta 718, na podlagi česar se je v prvi polovici stoletja zgradilo kraljestvo Asturija, ki mu je pozneje sledila ustanovitev drugih središč v vzhodnem delu.

#### Oblikovanje andaluzijske države (711–756)
Leta 711 so muslimanske čete, ki so jih sestavljali Arabci in Berberi, pod vodstvom Tarika, namestnika guvernerja severne Afrike Musasa ibn Nusajra, prečkale Gibraltarsko ožino. Tariq se je sprva utrdil na skali, ki je pozneje dobila njegovo ime, Chabal Tariq (Gibraltar), in čakal na prihod glavnine svojih čet. Šele takrat je začel svojo ofenzivo z zavzetjem Carteye (Cádiz), po čemer se je usmeril proti zahodu in postavil svojo operativno bazo v Al-Yazirat Al-Jadra (v arabščini: الجزيرة الخضراء), kar je danes Algeciras.
Tega leta je Tarik premagal Vizigote v pomembni bitki pri Guadaleti in po dokončnem uničenju preostanka sovražnikove vojske v Éciji se je lotil hitre osvojitve, najprej v smeri Toletuma (Toledo) in nato proti Caesar Augusti (Zaragoza). Okoli leta 718 je bila Iberski polotok, razen gorskih območij na severu, ki so jih naseljevali Vaskonci, Kantabrijci in Asturijci, v rokah generalov kalifa Valida I; Tárika ibn Zijada in Musuja ibn Nusajra.
Od leta 716 je bila celina pod vodstvom Kordobe (Córdoba), ki jo je vodil guverner (wali), imenovan s strani kalifa iz Damaska. Prvi guvernerji so poleg organiziranja islamske države in naselitve arabskih, sirskih in predvsem berberskih priseljencev vodili odprave proti frankovskemu kraljestvu, dokler Francozi po bitki pri Poitiersu leta 732 niso začeli z različnimi kampanjami, ki so muslimane pregnale iz ozemlja severno od Pirenejev okoli leta 759.
V deželah, ki so jih zavzeli muslimani, so muslimani spoštovali krščansko in judovsko prebivalstvo, saj sta obe religiji pripadali abrahamskim religijam, ki so jim zagotavljale določen status. Ta določila so določala, da bodo, čeprav niso bili del umme, islamske skupnosti, zaščiteni, imeli svoje sodnike in ohranili svoje običaje. Te okoliščine so vodile v politiko kapitulacijskih sporazumov, s katerimi so številni vizigotski aristokrati lahko ohranili lastnino in celo določeno stopnjo moči z novimi formulami, kot je primer Teodomira (v arabščini: تدمير Tūdmir), guvernerja province Carthaginense, ki je po dogovoru kot kralj vladal avtonomnemu krščanskemu vizigotskemu ozemlju znotraj Al Andaluz, imenovanem kora de Tudmir.
To dejstvo, skupaj s tem, da je del prebivalstva, predvsem enotnih kristjanov in Judov, dobro sprejel novo muslimansko oblast, ki jih je osvobodila izpod težke nadvlade, ki so jo nad njimi izvajali Vizigoti, bi lahko pojasnilo hitrost osvajanja.
Socijska sestava Al-Andalusa je bila zelo zapletena in se je skozi zgodovino spreminjala; na eni strani so bili tisti, ki so pripadali islamski skupnosti, Ummi, ki so se delili na svobodne in sužnje ter etnično na Arabce, Sirce, Berbere, Mulade (krščanske spreobrnjence v islam in njihove potomce), Saqalibe (slavskega izvora in ki so lahko bili sužnji ali svobodni), in tudi sužnje iz Afrike, čeprav se ti nikoli niso oblikovali v ločeno družbeno skupino. Med tistimi, ki niso pripadali Ummi, so bili Judje in Mavri (kristjani Al-Andalusa).
Leta 750 je v Damasku rodbina Abasidov izrinila Omajade z oblasti, pri čemer so pobili vse člane, razen Abd al-Rahmana I. – znanega tudi kot Abderramán – in oblast prenesli v Bagdad.

#### Kordobski emirat (756–929)
Leta 756 je Abd al-Rahman pobegnil na Iberski polotok in dosegel, da se je ta odcepil od oblasti Bagdada, zaradi česar je postala Córdoba neodvisen emirat. V drugi polovici 9. stoletja je bila zgrajena trdnjava Majerit kot obramba Toleda.
Ustanovitev asturskega in pamplonskega kraljestva ter različnih grofij v Pirinejskem predelu s strani Francozov konec 8. stoletja in v prvih letih 9. stoletja je pomenila prvo zmanjšanje ozemlja Al-Andalusa. Do enajstega stoletja so se meje med Al-Andalusom in krščanskimi državami na severu redko spreminjale, čeprav je bilo med njimi pogosto bojevanje.
Andaluzijski emirat je vodil vezir (minister) pod vodstvom hagiba, najvišjega med njimi. Tudi profesionalna vojska, sestavljena iz plačancev, je bila ustanovljena.

#### Kordobski kalifat
Ob začetku leta 929 (konec leta 316 po hidžri) emir Abd al-Rahman III. razglasi Kordobski kalifat in se imenuje emir al-Muminin (princ vernikov), kar mu poleg zemeljske moči daje tudi duhovno moč nad ummo (skupnostjo vernikov), s čimer je postal prvi neodvisni kalif na polotoku. Po drugi strani se je narava samega dinastičnega moči spremenila zaradi tega dogodka, obseg zgodovinskega priznanja in pripadnosti ljudstva kalifom Al-Andalusa pa je bil ogromen.
Ta pomemben zgodovinski dogodek temelji na dokončni zmagi, ki jo je mogočen Kordova dosegel nekaj mesecev prej z zavzetjem Bobastra januarja leta 928, ko je zatrl nešteto uporov Omaarja Ben Hafsúna. Tako je bila vzpostavljena oblast osrednje oblasti v Córdobi nad večjim delom ozemlja in predala so se tudi zadnja nasprotja, kot sta Badajoz in Toledo.
Odnosi s sosednjimi kraljestvi so bili napeti; na eni strani je bil fatimidski kalifat na severnoafriških mejah Kordovskega; leta 931 so andalusijske čete vstopile v Ceuto, kjer so zgradili pomembne utrdbe. Od takrat so v Ceuti in Melilli ustanovili andaluzijske posadke s stalnim značajem. Kalifat Omajadov je vložil velike napore, da bi čim bolje zadržal napredovanje Fatimidov, pri čemer je nadaljeval svojo politiko zavezništev s plemeni Magrawa-Zanata iz zahodnega Magreba, ki so bila sovražna Sanhaya iz središča, ki so podpirali Fatimidsko oblast.
Na severu so se nahajali krščanska kraljestva, ki so nadaljevala svoje vpade na andaluzijsko ozemlje, izkoristila vsako šibkost kordobskega emirata. Leta 932 je Ramiro II napadel Madrid in leta 933 premagal muslimansko vojsko v Osmi. Sodelovanje z močnim tujibijskim guvernerjem Zaragoze. Abd al-Rahman III je poskušal ponovno vzpostaviti razmere na krščanski strani z organizacijo kampanje proti kraljestvu León, da bi ponovno vzpostavil muslimansko prevlado na meji reke Duero. Abd-el-Rahman ni dosegel svojega cilja in je v bitki pri Simancasu doživel poraz, ki mu je sledil še en v soteski Alhándega, vendar ti porazi dejansko niso imeli resnih ozemeljskih posledic, saj so bile dosežene tudi druge pomembne zmage, notranji problemi so paralizirali León in ker je kordobski režim s svojo vztrajnostjo uspel ohraniti dovolj močno pritisk na mejo, je vložil veliko truda za njeno zaščito, zgradil nove obrambe in utrdil že obstoječe.
Ko je Al-Hakam II prišel na oblast, je kalifat v Cordobi dosegel vrhunec moči tako na severu polotoka, kjer so bila krščanska kraljestva pod vazalstvom, kot v zahodnem Magrebu, ki ga je kalifat obvladoval bodisi s svojimi lastnimi četami bodisi s pomočjo zavezniških ali podrejenih plemen.
Po smrti je Al-Hakam II. prestol v Córdobi prepustil enajstletnemu dečku brez politične izkušenosti po imenu Hišam. Ta mladi kalif je imel podporo svoje matere konkubine Subh iz Navarre in ministra Al-Musafija, pa tudi človeka po imenu Abi Amir Muhammad, bodočega al-Mansurja (Almanzorja za kristjane), ki je s spletkami in političnimi potezami napredoval v moči, dokler ni prevzel absolutne oblasti. Al-Mansur je začel program reform v civilni in vojaški upravi ter se je znal približati ljudstvu s politiko intenzivne vojaške dejavnosti proti kristjanom na severu.
Al-Mansur je začel vrsto pohodov ali vpadov, ki so se globoko razširili na krščansko ozemlje, vse do Santiaga, Pamplone itd. Ta politika je povzročila, da so krščanska kraljestva ustvarila koalicijo proti Al-Andaluzu.

#### Naslednje faze
Končno leta 1031 se kalifat razdeli na taifska kraljestva.
Med letoma 718 in 1230 so se v kraljestvih Kastilija, Portugalska, Navarra in Aragonska krona na polotoku oblikovale glavne krščanske jedrne skupnosti.
V 13. stoletju se je zgodil velik napredek kristjanov zaradi zmage v bitki pri Navas de Tolosi (1212), ki je povzročila, da je mogočni Almohadski imperij začel propadati, monarhije kristjanov pa so izkoristile priložnost za osvojitev velikih ozemelj in uničenje glavnih mest, dokler ni ostalo samo še Nasridsko kraljestvo Granada kot zadnji muslimanski ostanek na polotoku, medtem ko je krona Aragonska začela politiko širjenja po Sredozemlju in se je potrdila združitev Kastilije z Kraljevino León. Leta 1415 Portugalci ponovno osvojijo Ceuto.
Osvoboditev polotoka se konča leta 1492 z zavzetjem Granade s strani katoliških kraljev, ki priključita kraljestvo Granada kroni Kastilije. V istem letu je prišlo do izgona Judov in odkritja Amerike, v imenu Kastilije, s strani Krištofa Kolumba. Leta 1497 so priključili Melillo, ki je bila zapuščena.

### Sodobna doba
Prva muslimanska skupnost, ki je v sodobnem času širila vero na Iberskem polotoku, je bila Jamaat Ahmadija. Ahmadiysko skupnost je leta 1889 v Pandžabu (danes Indija) ustanovil Mirza Ghulam Ahmad. Kmalu po smrti ustanovitelja so se njegovi privrženci razdelili v dve skupnosti: Jamaat Ahmadija islama (AMJ) in Ahmadijski gibanje iz Lahorja (AAIIL). Prva je danes najbolj razširjena in je tista, ki prihaja v Španijo. Od začetka se je ta verska skupnost odlikovala po misijonarskem značaju, ki je posnemal krščanske misijone, kar pojasnjuje, da so nekatere od prvih mošej na zahodu njene, kot je berlinska (ki jo je zgradila AAILL), prva v Nemčiji, ki je bila zgrajena leta 1928.
Prvi Ahmadijin misijonar je za prihod v Španijo izbral zelo slab trenutek. Malik Mohammad Sharif je prišel v Španijo leta 1936 in bil kmalu po začetku španske državljanske vojne evakuiran prek britanske ambasade. Zato AMJ meni, da je bil njen prvi misijonar v Španiji Karam Ilahi Zafar, ki je prišel leta 1946. Da bi lahko preživela in nadaljevala z dejavnostjo, je prodajala ročno izdelane parfume. Postal se je zelo znan lik na tržnici Rastro v Madridu, kamor je prihajal vsak teden. Skupnost, ki jo je ustanovil Karam Ilahi Zafar, je imela molilnico na ulici Relatores v Madridu, ki je bila pozneje nadomeščena s kletjo, ki je bila last enega od prvih spreobrnjencev: Abdurrahmana Clementa.
Skupnost Ahmadija je bila prva nacionalna muslimanska organizacija, ki je bila 25. septembra 1970 registrirana v registru verskih organizacij. Leta 1980 je skupnosti uspelo odpreti mošejo v Pedru Abadu v Córdobi, ki jo je financirala britanska donacija in podprla mestna občina. Temeljni kamen je 9. oktobra 1980 položil njen tretji kalif, ki je za to priložnost skoval rek "Ljubezen do vseh, sovraštvo do nikogar". 10. septembra 1982 je četrti ahmadijski kalif odprl mošejo. Ni bila prva mošeja v Španiji, saj sta bili mošeji že v Ceuti in Melilli, niti prva na polotoku, saj je bila tista v Marbelli odprta že prej.
V tistem času je imela skupnost v Španiji približno sto članov, v Córdobi pa dvanajst. Kar zadeva prvega misijonarja, je bil premeščen iz Madrida v Granado in nato v Portugalsko. Umrl je leta 1992 in pokopan v Pedro Abadu.

## Demografija
Po podatkih iz Letnega poročila Andaluzijskega observatorija za leto 2006 je v tistem času v Španiji živelo 1.080.478 muslimanov, kar je predstavljalo 2,41 % celotnega prebivalstva. Cenzus, ki ga je leta 2015 objavila Zveza islamskih skupnosti v Španiji (UCIDE), navaja, da v Španiji živi 1.858.409 muslimanov, kar je 3,97 % celotnega prebivalstva.
Vendar ti izračuni niso uradni ali preverjeni in so pogosto pretirano optimistični. Tako je, ker ne upoštevajo ljudi muslimanskega porekla, ki ne sledijo religiji, ali ljudi, ki se kulturno vključujejo v islam, vendar niso verniki in ne sledijo večini njegovih norm. INE ocenjuje, da je leta 2021 odstotek vernikov v druge religije, ki niso katoliška, znašal 2,7%, kar pomeni, da je islam predstavljal približno 2% (glejte članek Religija v Španiji).
Leta 2019 je število muslimanov doseglo 2.091.656, kar predstavlja 4,45% celotnega prebivalstva. Katalonija, Madrid, Andaluzija, Valencijska skupnost, Murcia in Kanarsko otočje so avtonomne skupnosti z največjo muslimansko populacijo v absolutnem številu. Vendar pa najvišji odstotek muslimanskega prebivalstva glede na celotno prebivalstvo skupnosti najdemo v mestih Melilla (z 51,98%) in Ceuta (z 43,43%). Izpostavljajo tudi regijo Murcia (7,53%), Katalonijo (7,35%) in La Riojo (6,14%).
Muslimani v Španiji (podatki za 2019)
| Avtonomna skupnost | Prebivalstvo muslimanov |
| Katalonija         | 564 055                 |
| Andalucija         | 341 069                 |
| Madrid             | 299 311                 |
| Valencija          | 221 355                 |
| Murcia             | 112 527                 |
| Kanarski otoki     | 75 662                  |
| Castilla-La Mancha | 69 914                  |
| Baskija            | 62 466                  |
| Aragón             | 59 821                  |
| Balearski otoki    | 59 418                  |
| Melilla            | 44 958                  |
| Castilla y León    | 41 275                  |
| Ceuta              | 36 822                  |
| Navarra            | 29 563                  |
| Galicija           | 19 975                  |
| Extremadura        | 19 858                  |
| La Rioja           | 19 462                  |
| Asturias           | 8623                    |
| Cantabria          | 5526                    |
| Španija            | 2.091.656               |

Muslimanski prebivalci Španije večinoma prihajajo iz Magreba (Maroko in Alžirija), podsaharskih držav (Senegal), Bližnjega vzhoda in azijskih držav, kot so Pakistan in Bangladeš; v vsakem primeru je največja skupina sestavljena iz muslimanov, ki prihajajo iz Maroka.
Po podatkih Zveze islamskih skupnosti v Španiji (UCIDE) naj bi bilo v Španiji leta 2014 400.286 potomcev muslimanskih priseljencev.
Manjšinsko, vendar družbeno zelo dejavno skupino predstavljajo muslimani saharskega porekla, ki imajo v Madridu pisarno Fronte Polisario in svoje lastne organizacije, poleg tega pa prejemajo podporo številnih španskih podpornih organizacij.

## Islamske organizacije
Čeprav so se muslimanske organizacije začele ustanavljati že z Zakonom o verski svobodi iz leta 1967, se je njihovo širjenje začelo z dogovori o sodelovanju med državo in Islamsko komisijo za Španijo leta 1992, skupaj z razcvetom migracijskih procesov. V teh sporazumih so določena določena pravica za verske ustanove, ki so vpisane v Register verskih ustanov Ministrstva za pravosodje, kot tudi za muslimane, ki prebivajo v Španiji. Leta 2019 je bilo v Registru vpisanih 29 islamskih zvez, 1704 skupnosti in 21 društev. Skupaj 365 verskih skupnosti ostaja zunaj Islamske komisije v Španiji.

## Sporazumi o sodelovanju med državo in Islamsko komisijo Španije
Sporazum, ki je bil podpisan leta 1992 med Ministrstvom za pravosodje, ki predstavlja špansko državo, in Islamsko komisijo Španije kot edinim predstavnikom muslimanskih skupnosti, podeljuje vrsto pravic, ki so enakovredne pravicam Katoliške cerkve, čeprav nimajo statusa mednarodnega sporazuma in ne vključujejo neposrednega financiranja. Glavne teme sporazuma se nanašajo na pravne zadeve (člena 1 in 6), verske objekte (člen 2), imame (členi 3, 4 in 5), poroko in praznike (člena 6 in 12), versko oskrbo (člena 8 in 9), versko vzgojo (člen 10), davčne olajšave (člen 11), kulturno in umetniško dediščino (člen 12) ter halal izdelke (člen 13).

## Polemike, povezane z islamsko vero
V Španiji je skupno 13 velikih mošej v mestih Madrid (2), Valencija (1), Córdoba (2), Granada (1), Ceuta (2), Melilla (2), Fuengirola (1), Marbella (1) in Málaga (1). V praksi, lokalne muslimanske skupnosti odpirajo svoja verska mesta (majhne molilnice) v trgovskih pritličjih, garažah ali zasebnih stanovanjih.
V času demokratične Španije so se pojavila lokalna gibanja, ki so nasprotovala odprtju molilnic in mošej. V študiji Avija Astorja iz leta 2016, so poročali o 74 primerih nasprotovanja sosedov od leta 1985 do leta 2013 po vsej Španiji. Avtonomna skupnost z največ primeri je Katalonija s skupno 41.

### Uporaba naglavne rute
Podobno kot v drugih evropskih državah se je tudi v Španiji pojavila polemika v zvezi z islamsko ali preprosto magrebsko obleko, zlasti glede nošenja naglavne rute v šolah. Bilo so že primeri, ko so se deklice ali najstnice, odločile, da ne bodo šle v šolo, brez pokrivala za glavo, kot je ruta ali hidžab kar je v nekaterih primerih privedlo do izključitve in potrebe po iskanju drugih šol, ki bi sprejele nošenje pokrivala. Te dejavnosti so povzročile številne polemike. Navaja se dejstvo, da se redovnicam dovoli pokrivanje glave. V nekaterih primerih so vložili pritožbe ali so posredovale oblasti.
Organizacija Amnesty International se je izrekla proti prepovedi muslimanske rute v zvezi s temi polemikami v Španiji (enako kot se je izrekla v zvezi z drugimi državami). Esteban Beltrán, direktor omenjene organizacije v Španiji, je dejal: »Način, kako se ljudje odločijo, da se oblečejo, je lahko pomemben izraz njihove identitete ali verskih, kulturnih in osebnih prepričanj; in je individualna pravica, ki je ni mogoče samovoljno omejiti.«
Kljub temu je ta kos oblačila še vedno stigmatiziran zaradi svoje povezave z zatiranjem žensk, predvsem zaradi tega, ker je za številne ženske obvezen, včasih so jih k temu silile družinske okoliščine, da so ga nosile že od adolescence. To se zaznava kot neenakost, zlasti zato, ker so pravila oblačenja za muslimanske ženske običajno strožja kot za moške. Kljub temu obstajajo tudi pravila za moške, ki morajo v osnovi pokrivati območje med popkom in koleni in se izogibati razkazovanju trupa v javnosti. V praksi imajo moški lahko večjo družbeno fleksibilnost v kontekstih, kot je plaža, kar včasih povzroči kritike zaradi dvojnega standarda.

Tako kot v drugih evropskih državah je tudi v Španiji potekala razprava o ureditvi nošenja celotnega pokrivala (burke in nikaba) na javnih mestih, saj naj bi to ogrožalo varnost državljanov in predstavljalo posebno diskriminacijo žensk. V tem smislu je senat sprejel resolucijo, s katero je vlado pozval, naj prepove nošenje burke na vseh javnih mestih, vključno s cestami. Nekateri občinski sveti, kot so v Barceloni, Tarragoni, Léridi in Coínu, so prepovedali nošenje celotnega pokrivala v občinskih prostorih.

## Islamski fundamentalizem v Španiji
Terorizem džihadistov v Španiji so teroristična dejanja, ki jih v Španiji izvajajo džihadistične skupine. Španija je cilj globalne džihadske kampanje, ki jo promovirata Al Kaida in samozvani Islamski kalifat.
Danes je veliko šol v ummi, ki v zemljevid Dar al-Islama vključujejo srednjeveško Al Andaluso. Eden od ciljev džihadističnega terorizma je ponovno pridobiti vsa ozemlja, ki so bila islamska. Osama bin Laden in Al-Kaeda sta omenjala tudi poseben primer Španije v zvezi z obnovo Al-Andalusa.
Teroristični napadi 11. marca 2004, znani tudi kot 11-M, so bili serija terorističnih napadov na štiri vlake v madridski železniški mreži Cercanías. Sodba Nacionalnega sodišča je avtorstvo pripisala članom celic ali terorističnih skupin, ki so pripadale islamističnemu terorizmu. To ni bil prvi islamistični napad v Španiji; pred tem je bil leta 1985 islamistični napad na restavracijo "El Descanso", ki je terjal 18 smrtnih žrtev.
Po anketi o muslimanski imigraciji v Španiji, ki jo je leta 2009 izvedla Metroscopia po naročilu Ministrstev za pravosodje, notranje zadeve in delo, med 4 in 5 odstotki anketiranih muslimanov izraža radikalne poglede.

## Seznam muslimanskih kulturnih entitet v Španiji
- Islamska komisija Španije
- Španska federacija islamskih verskih enot
- Zveza islamskih skupnosti Španije
- Zveza muslimanskih žensk Španije
- Islamska džama'a al-Andalus

## Muslimanske verske entitete v Španiji
- Islamska komisija Španije
- Zveza islamskih skupnosti Španije
- Islamski svet Španije
- Skupnost Ahmadija
- Katalonski islamski odbor
- FECOM zveza Castilla-La Mancha
- Muslimanska federacija Španije
- Islamska federacija Kanarskih otokov

## Dodatna bibliografija
- Arístegui, Gustavo (2005) Džihad v Španiji. Sfera knjig. ISBN 9788497344258
- Cembrero, Ignacio (2016) Allahova Španija. Sfera knjig. ISBN 97884906067
- García San Juan, Alejandro (2013) Islamsko osvajanje. Marcial Pons. ISBN 9788492820931
- Martín de la Hoz, José Carlos (2010). El Islam y España. Ediciones Rialp. ISBN 9788432137761.
- Ortega Sánchez, José María (2017) Izvor islama v Španiji (I). JSTR, Univerza v Valladolidu, letnik 5 (2016), str. 150–171; https://revistas.uva.es/index.php/socireli/article/view/705/691
- Ortega Sánchez, José María in Callejo Maudes, Javier (2018) Izvor islama v Španiji (in II) JSTR, Univerza v Valladolidu, vol. 6 (2017), str. 167–201; https://revistas.uva.es/index.php/socireli/article/view/1820